# Oh, No! It's Devo!
Oh, No! It's Devo! è il quinto album del gruppo statunitense Devo, pubblicato dalla Warner Bros. nel 1982.
Il brano I Desire causò controversie nei confronti del gruppo, in quanto conteneva versi tratti da una poesia di John Hinckley Jr., che attentò alla vita di Ronald Reagan.

## Tracce
Lato A
1. Time Out for Fun – 2:48
2. Peek-a-Boo! – 3:01
3. Out of Sync – 3:34
4. Explosions – 3:01
5. That's Good – 3:23

Lato B
1. Patterns – 2:57
2. Big Mess – 2:42
3. Speed Racer (M. Mothersbaugh) – 2:38
4. What I Must Do – 2:34
5. I Desire (G. V. Casale / John Hinckley Jr. / M. Mothersbaugh) – 3:13
6. Deep Sleep – 3:24

(Tutte le tracce composte da Mark Mothersbaugh e Gerald V. Casale, eccetto dove indicato)